# Jockey Club de Hong Kong
Pour les articles homonymes, voir Jockey (homonymie).

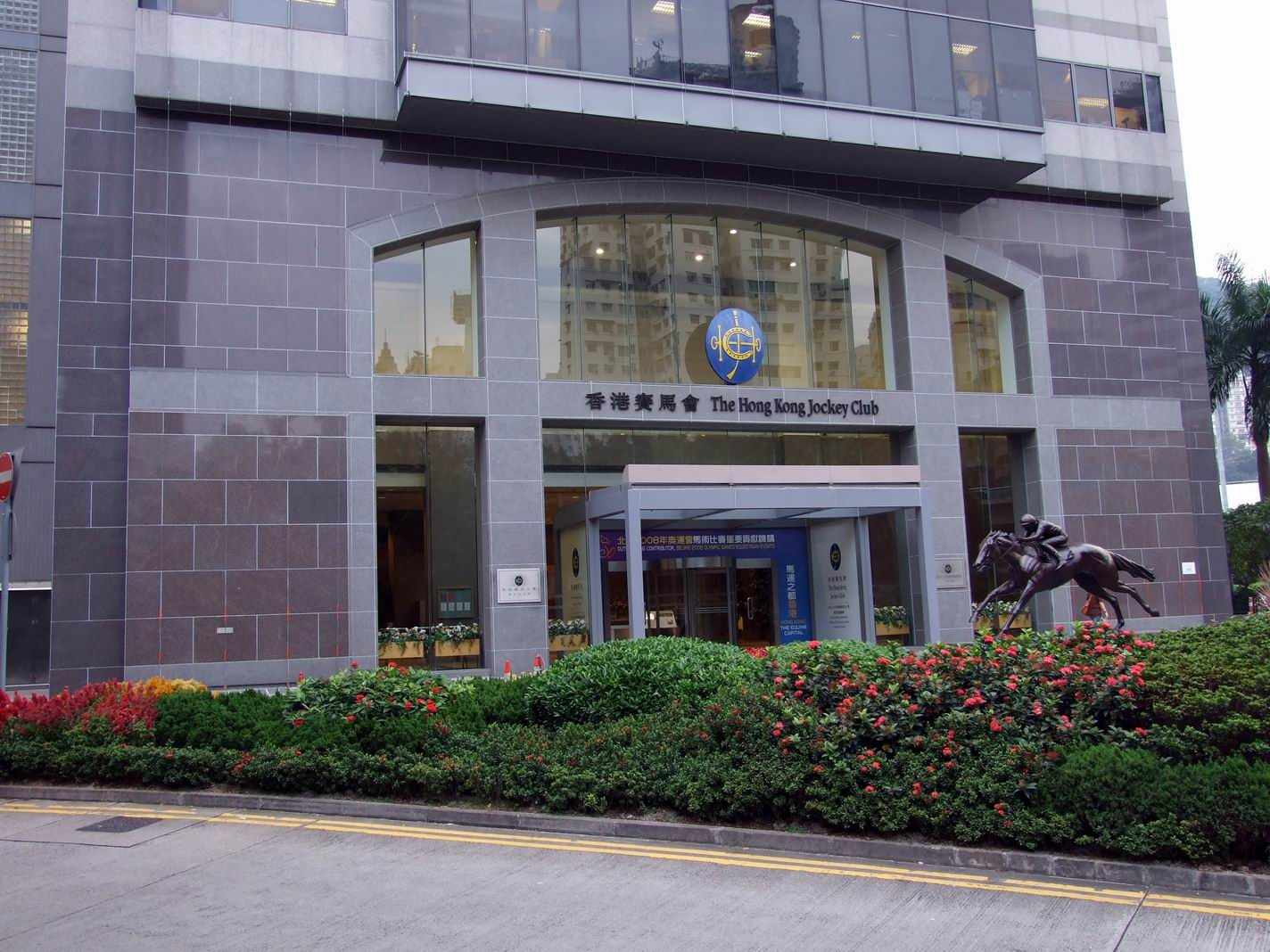
Le siège social du club à Happy Valley.

Le Jockey Club de Hong Kong (香港賽馬會, Hong Kong Jockey Club), anciennement nommé Jockey Club royal de Hong Kong (英皇御准香港賽馬), est l'une des plus vieilles institutions de Hong Kong, ayant été fondée en 1884.
C'est une organisation à but non lucratif organisant des courses hippiques, des évènements sportifs et des paris sportifs. Il bénéficie d'un monopole accordé par le gouvernement (en) pour l'organisation de paris mutuels sur les courses de chevaux, sur la loterie Mark Six (en), et sur les paris à cote fixe des rencontres de football à l'étranger. L'organisation est le plus grand contribuable de Hong Kong, ainsi que le plus grand bienfaiteur communautaire. Le fonds de charité du Jockey Club du Hong Kong a fait don d'un montant record de 3,6 milliards HK$ en 2014 pour soutenir les différents besoins de la société et contribuer à l'amélioration de la ville. Le club identifie, finance et développe également de manière proactive des projets qui anticipent et abordent les problèmes sociaux et les besoins urgents à Hong Kong. Il fournit aussi des installations de restauration, sociales, sportives et récréatives à ses quelque 23 000 membres.
L'adhésion est très stricte, limitée à l'élite sociale fortunée. Dans le passé, le club était réservé uniquement aux « anciennes familles fortunées », mais actuellement, il y a un nombre croissant de membres « nouveaux riches ». Semblable à d'autres clubs d'élite, les candidats à l'adhésion doivent souvent attendre des années, voire des décennies, pour être acceptés. Ce qui rend l'adhésion particulièrement difficile, c'est que ce club ne permet pas d'acheter et de vendre des adhésions en seconde main. Depuis 2013, les frais d'adhésion s'élèvent à 400 000 HK$, avec un abonnement mensuel de 1 800 HK$. En outre, chaque candidat a besoin de l'approbation de deux des 200 seuls membres votants et du soutien de trois autres membres.

## Histoire
Fondé en 1884 en tant qu'organisme amateur pour promouvoir les courses de chevaux, c'est un club exclusif dont les membres sont issus de la classe supérieure avec des règles d'adhésion strictes, et l'interdiction des femmes et des personnes d'« origine inappropriée ». Cela conduit au fait que le club n'a aucun membre chinois avant le 20e siècle.
Il devient une institution professionnelle à partir de 1971. Il organise les courses annuelles du Nouvel An chinois, et est initialement financé par des commissions sur les paris placés par des clubs privés.
La reine Élisabeth II lui accorde une charte royale en 1959 et il est nommé « Jockey Club royal de Hong Kong » jusqu'en 1996.
En juillet 2005, il est décidé d'accepter les compétitions équestres aux Jeux olympiques d'été de 2008 à Hong Kong. Le centre de course du club à Sha Tin sert de base aux Jeux olympiques et paralympiques, des sites de compétition et d'entraînement supplémentaires étant intégrés aux installations sportives existantes de l'institut des sports de Hong Kong (en), au Jockey Club Beas River Country Club et au terrain de golf adjacent.

## Activités hippiques

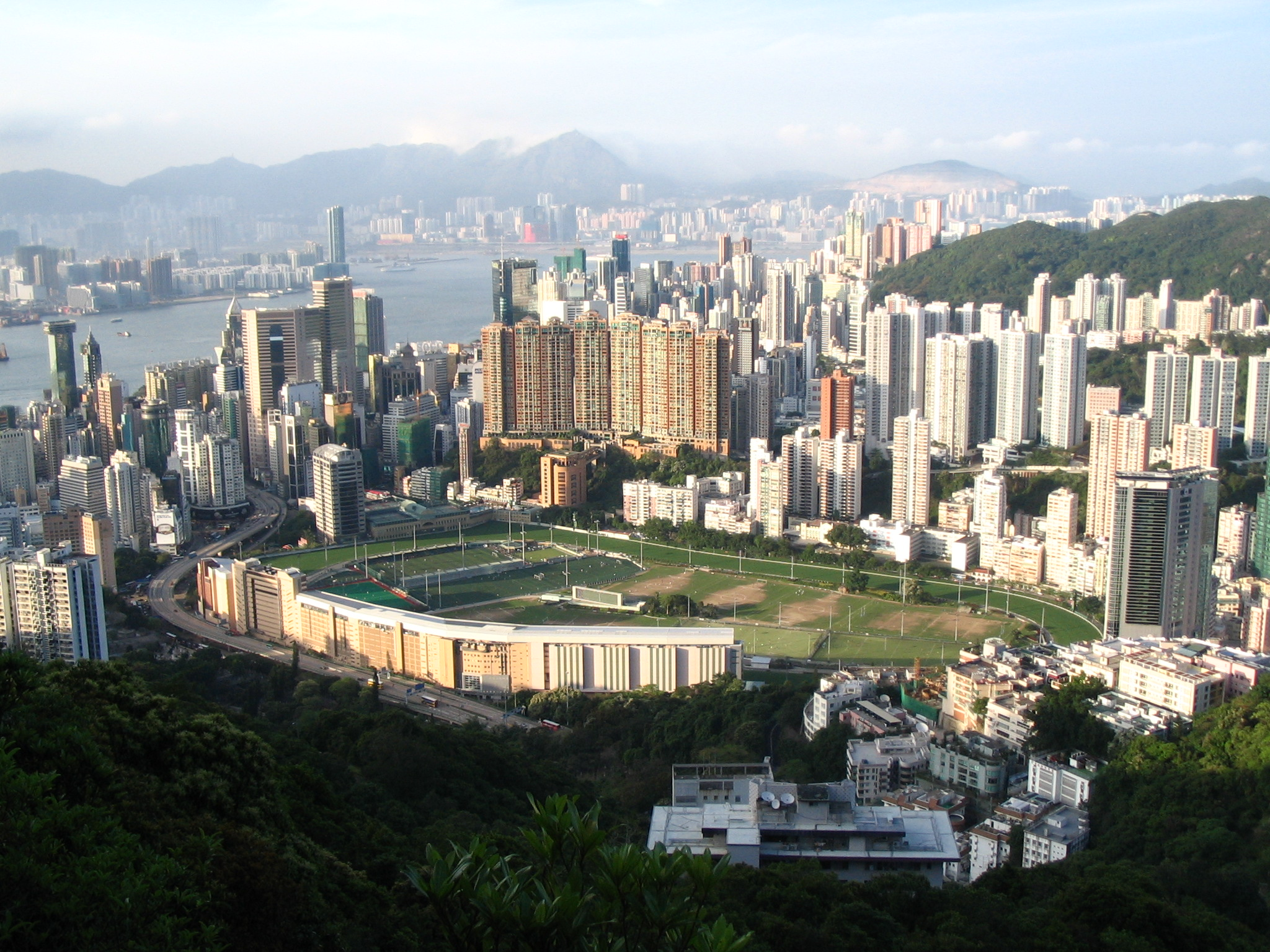
L'hippodrome de Happy Valley.

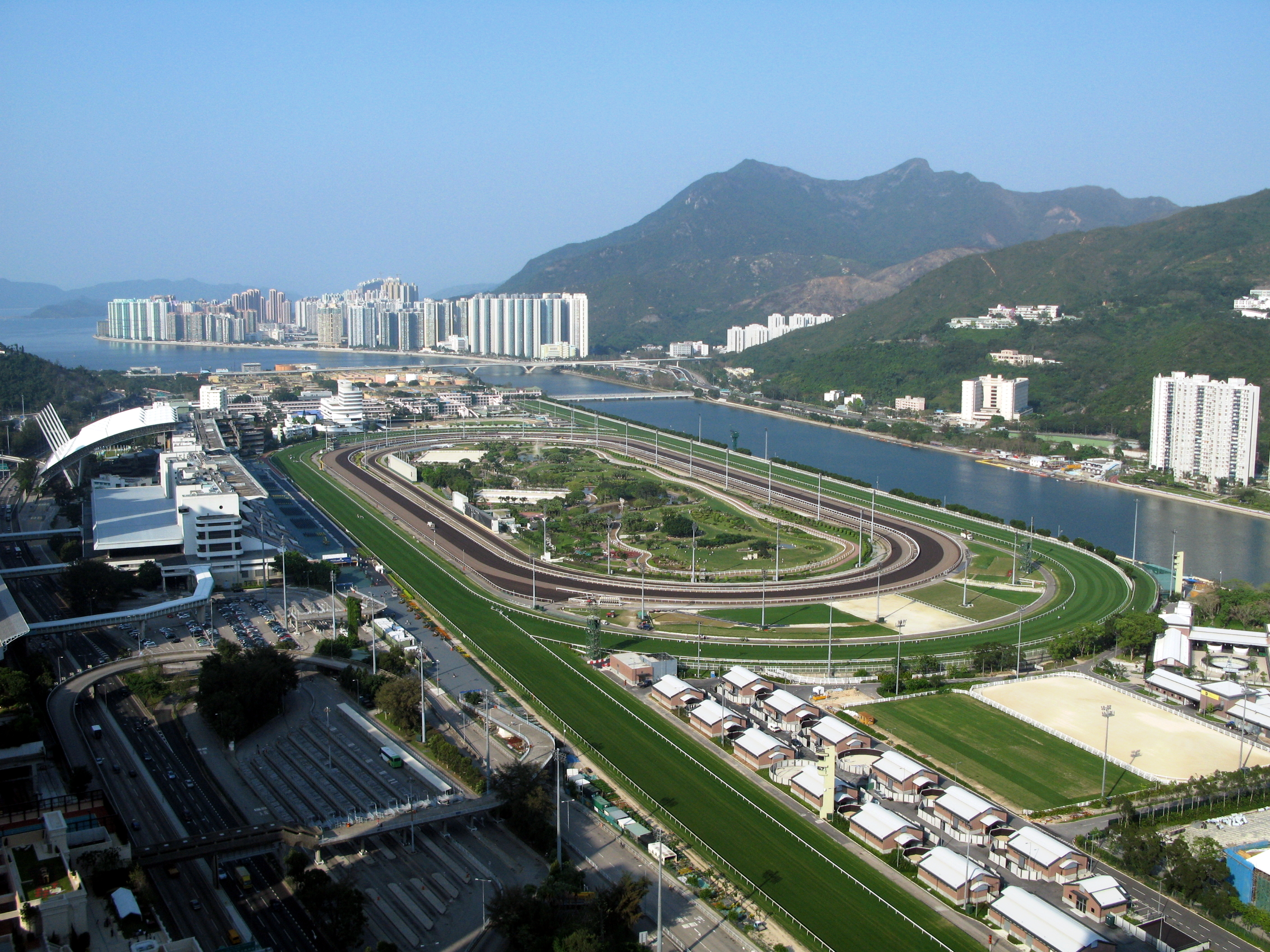
L'hippodrome de Sha Tin.

Le club organise près de 700 courses de chevaux par an sur ses deux circuits de Sha Tin et de Happy Valley. Au cours de la saison de course 2001/02, le club licence 1 144 propriétaires de chevaux, 24 entraîneurs, 35 jockeys et 1 435 chevaux à l'entraînement.
En 2002–03, le chiffre d'affaires des paris est de 71 milliards HK$. Après avoir payé des dividendes de 58 milliards HK$ et des droits de paris de 9,5 milliards HK$, ses revenus de commissions de paris s'élèvent à 3,9 milliards HK$. Il contribue pour 11,7% aux recettes fiscales de Hong Kong. Les excédents de son fonctionnement sont alloués à son fonds de charité.
À la suite de la rétrocession de Hong Kong à la Chine, la popularité des courses de chevaux diminue considérablement, peut-être en raison des conditions économiques de la région.
Le 16 mars 2007, le club nomme William (Bill) Nader, anciennement à la New York Racing Association (en), en tant que directeur exécutif des courses.
Le 9 septembre 2007, l'hippodrome de Sha Tin ouvre après sa pause estivale avec une fréquentation record d'environ 60 000 spectateurs. Le Premier Secrétaire Henry Tang frappe le gong de cérémonie. Le club collecte 106 millions HK$ de paris (le chiffre le plus élevé depuis 2001). Les enfants des propriétaires de chevaux sont admis au milieu des protestations des groupes anti-jeux locaux. Sunny Power, conduit par Howard Cheng, remporte le trophée du 1 200 mètres
En janvier 2008, la jockey Emma-Jayne Wilson (en), gagnante des Eclipse Awards et des Sovereign Awards (en), devient la première cavalière nord-américaine à obtenir une licence pour concourir à Hong Kong.
À la suite de la réforme et des autres changements mentionnés ci-dessus, les revenus du club augmentent régulièrement pour revenir aux niveaux précédents et même au-delà. Le revenu total des courses pour la saison 2011/12 atteint 86,1 milliards HK$, en hausse de 43,4% depuis la réforme de 2006.

## Les paris et la loi

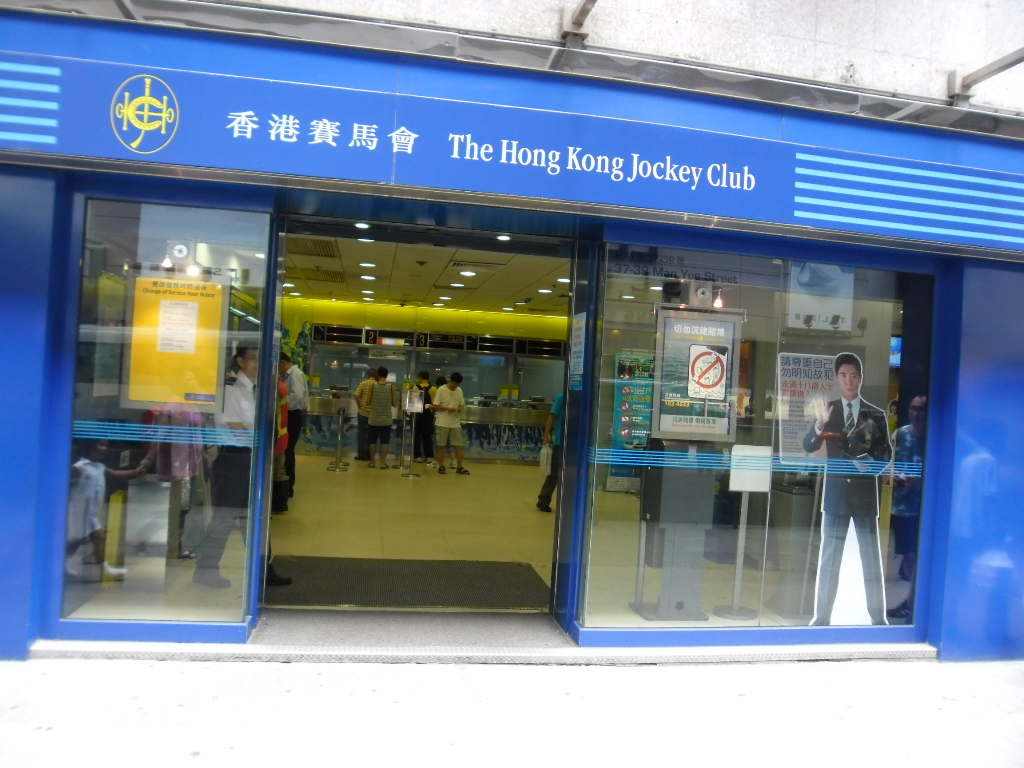
Une succursale de paris hors cours du Jockey Club de Hong Kong à Hung Hom.

Le club dispose d'un monopole légal (en) sur les paris de courses de chevaux et de matchs de football. En 1974, il ouvre 6 succursales hors parcours où ses membres peuvent parier sur des courses de chevaux de l'hippodrome de Happy Valley. Il y a maintenant plus de 100 agences de paris sur tout le territoire qui acceptent les paris des courses et des matchs de football, tout en vendant des tickets de la loterie Mark Six (en).
En 2002, le club joue un rôle déterminant de lobbying en direction du gouvernement de Hong Kong pour l'adoption de la loi (amendement) sur les jeux de hasard destinée à lutter contre les jeux d'argent transfrontaliers non autorisés et les activités promotionnelles connexes à Hong Kong, ce qui transforme en infraction pénale pour toute personne à Hong Kong le fait de parier chez un bookmaker non autorisé, même lorsque les paris sont destinés à des évènements en dehors de Hong Kong. L'infraction s'applique à tous les visiteurs ainsi qu'aux résidents de Hong Kong.
Il contribue également à persuader d'autres membres de la fédération hippique asiatique (en) à signer l'accord de la politique de bon voisinage (en) le 1er septembre 2003.

### Réformes des courses de chevaux de 2006
En 2006, après des années de baisse du chiffre d'affaires, le Conseil législatif de Hong Kong adopte l'ordonnance (amendement) sur les paris. Cet amendement accorde au Jockey Club de Hong Kong plus d'autonomie dans la manière dont il dirige ses propres opérations.

#### Paris sur une seule course
Nom de la pool - Qualification de dividende
- Gagnant (獨贏) : 1er dans une course.
- Place (位置) : 1er, 2ème ou 3ème dans une course avec 7 partants ou plus déclarés ou 1er, 2ème dans une course avec 4, 5, 6 partants déclarés.
- Quinella (連贏) : 1er et 2ème dans l'un ou l'autre ordre de la course.
- Quinella Place (位置Q) : Deux des trois premiers chevaux placés dans n'importe quel ordre d'arrivée de la course.
- Trio (單T) : 1er, 2ème et 3ème dans n'importe quel ordre de la course.
- Tierce (三重彩) : 1er, 2ème et 3ème dans le bon ordre dans la course.
- Quatre premiers (四連環) : 1er, 2ème, 3ème et 4ème dans n'importe quel ordre de la course (Pool fusionné avec Quartet).
- Quatuor (四重彩) : 1er, 2ème, 3ème et 4ème dans le bon ordre dans la course (Pool fusionné avec First Four).

Depuis septembre 2006, tous les paris Gagnant, Place, Quinella et Quinella Place (y compris les paris All Up) d'une valeur d'au moins 10 000 HK$ donnent droit à une remise de 10% si le pari ou la ligne de mise perd.

#### Paris sur plusieurs courses
Nom de la pool - Qualification de dividende - Consolation [le cas échéant]
- Double (孖寶) : 1er sur deux courses nommées - 1er au match aller et 2e au match retour est une consolation.
- Treble (三寶) : 1er sur trois courses nommées - 1er dans les deux premières étapes et 2e dans la troisième étape est une consolation.
- Double Trio (孖T) : 1er, 2ème et 3ème dans n'importe quel ordre dans les deux jambes.
- Triple Trio (三T) : 1er, 2ème et 3ème dans n'importe quel ordre en trois manches - 1er, 2ème et 3ème dans les deux premières manches du Triple Trio mais pas la dernière étape est une consolation.
- Six Up (六環彩) : 1er ou 2e de chacune des jambes désignées pour constituer le Six Up - le 1er de chaque jambe paie un bonus.

#### Paris à cote fixe
- Jockey Challenge (en) (騎師王) : meilleur jockey de la course.

## Œuvres de charité
Dans les années 1950, alors que Hong Kong est en pleine reconstruction d'après-guerre et connaît une immigration massive de Chine continentale, il y a un besoin de plus de structures caritatives. Le club renforce son rôle philanthropique en 1955 en consacrant officiellement son excédent annuel à des projets caritatifs et communautaires. En 1959, son fonds de charité est créé pour administrer les dons, et nommée The Hong Kong Jockey Club Charities Trust depuis 1993.
Le Jockey Club de Hong Kong s'engage à contribuer à la durabilité à long terme de la communauté et à soutenir les différents besoins de la société. En 2014, le fonds de charité a fait don d'un montant record de 3,6 milliards HK$ à 168 projets caritatifs et communautaires. La division des organismes de bienfaisance et de la communauté identifie et génère de manière proactive des projets qui anticipent les futurs besoins communautaires et sociaux dans dix principaux domaines de contribution : arts, culture et patrimoine, éducation et formation, services aux personnes âgées, secours d'urgence et aux pauvres, protection environnementale, services à la famille, médical et santé, services de réadaptation, sports et loisirs, et développement de la jeunesse. Alors que le club célèbre son 130e anniversaire en 2015, il concentre ses efforts aux besoins durables de la communauté en couvrant trois thèmes primordiaux : aider à faire de Hong Kong une ville adaptées aux personnes âgées, canaliser l'énergie des jeunes vers l'innovation sociale et soutenir des projets sportifs qui peuvent créer des valeurs et des espoirs positifs tout au long de la vie.
Le Jockey Club de Hong Kong soutient de nombreuses institutions sociales et éducatives. L'école secondaire gouvernementale du Jockey Club (en) de Kowloon Tong (en) et le collège Ti-I du Jockey Club (en) de Sha Tin ont été financés par le Jockey Club royal de Hong Kong. En juillet 2011, le club approuve un financement de 249 millions HK$ à la tour d'innovation de l'université polytechnique de Hong Kong. Le bâtiment est plus tard renommé « tour d'innovation du Jockey Club (en) ».

## Présidents du club
|    | Nom                                | Mandat    |
| -- | ---------------------------------- | --------- |
| 1  | Phineas Ryrie (en)                 | 1884–92   |
| 2  | Paul Chater                        | 1892–1926 |
| 3  | Henry Percy White                  | 1926–29   |
| 4  | Charles Gordon Stewart Mackie (en) | 1929–35   |
| 5  | Marcus Theodore Johnson (en)       | 1935–39   |
| 6  | Thomas Ernest Pearce (en)          | 1940–41   |
| 7  | Percy Tester                       | 1945–46   |
| 8  | Arthur Morse (en)                  | 1946–52   |
| 9  | Donovan Benson                     | 1953–67   |
| 10 | Jake Saunders (en)                 | 1967–72   |
| 11 | Douglas Clague (en)                | 1972–74   |
| 12 | Peter Gordon Williams (en)         | 1974–81   |
| 13 | Michael Sandberg                   | 1981–86   |
| 14 | Oswald Cheung (en)                 | 1986–89   |
| 15 | Gordon MacWhinnie (en)             | 1989–91   |
| 16 | William Purves (en)                | 1992–93   |
| 17 | John Joseph Swaine (en)            | 1993–96   |
| 18 | Wong Chung-hin                     | 1996–98   |
| 19 | Alan Li Fook-sum                   | 1998–2002 |
| 20 | Ronald Arculli (en)                | 2002–06   |
| 21 | John Chan (en)                     | 2006–10   |
| 22 | Thomas Brian Stevenson             | 2010–14   |
| 23 | Simon Ip (en)                      | 2014–18   |
| 24 | Anthony Chow Wing-kin              | 2018–20   |
| 25 | Philip Chen Nan-lok (en)           | 2020–     |

## PDG
Le rôle de président-directeur-général est d'abord connu sous le nom de directeur général. Le major-général Bernard Penfold devient le premier directeur général du club en 1972.
- Bernard Penfold (en) (1972–1979)
- John Archer (en) (1979–1986)
- Major-General Guy Watkins (1986–1996)
- Lawrence Wong (1996–2007)
- Winfried Engelbrecht-Bresges (2007–aujourd'hui)